# Mesillas, Aguascalientes
Mesillas är en ort i Mexiko.   Den ligger i kommunen Tepezalá och delstaten Aguascalientes, i den centrala delen av landet, 400 km nordväst om huvudstaden Mexico City. Mesillas ligger 2 000 meter över havet och antalet invånare är 878.
Terrängen runt Mesillas är platt åt nordväst, men åt sydost är den kuperad. Runt Mesillas är det ganska tätbefolkat, med 116 invånare per kvadratkilometer. Närmaste större samhälle är Rincón de Romos, 18,5 km sydväst om Mesillas. Omgivningarna runt Mesillas är i huvudsak ett öppet busklandskap.